# Реопексия
Реопексия — редкое свойство некоторых неньютоновских жидкостей, состоящее в том, что с увеличением напряжений сдвига в жидкости с течением времени увеличивается её вязкость. Реопексационные жидкости, такие как некоторые смазочные материалы, густеют и даже твердеют, когда их перемешивают. Противоположным реопексии свойством является тиксотропия, при наличии которой жидкости становятся менее вязкими, когда их начинают перемешивать. Тиксотропией обладают большее число веществ, чем реопексией.
Примерами реопексационных жидкостей являются гипсовые пасты и принтерные чернила.
Проводятся интенсивные исследования новых путей создания и использования реопексационных материалов. Военная промышленность проявляет большой интерес к возможному использованию таких материалов. Ключевые направления этих исследований — применение реопексационных материалов для создания персональной защиты солдат и защиты транспортных средств. 
Также проводятся исследования по возможному применению этих материалов в автоспорте, на транспорте, в тяжёлой атлетике, парашютном спорте, где также существует необходимость защиты людей от возможных травм. В частности, использование реопексационных материалов при создании обуви способно улучшить защиту тех, кому часто приходится бегать, прыгать, забираться на препятствия и т. п.
Некорректным примером, на котором часто пытаются продемонстрировать свойство реопексии, является кукурузный крахмал, перемешанный с водой, который имеет сходство с очень вязкой белой жидкостью. Это дешёвый и простой объект, который может стать почти твёрдым, если его прижать рукой, но легко стекает, когда не находится под давлением. Однако кукурузный крахмал в воде на самом деле относится к дилатантным материалам, которые не показывают времязависимое, индуцированное перемешиванием изменение вязкости, которое характерно для реопексии. Два термина часто и легко путают, так как эти термины редко применяют. Настоящая реопексационная жидкость поначалу при перемешивании остаётся жидкой, становясь более густой по мере того, как перемешивание продолжается.